# 바크 척도
바크 척도는 1961년 독일의 음향 과학자 에버하르트 츠비커가 제안한 음향심리학 척도이다. 인간은 소리의 크기와 높이, 길이, 음색등의 특징을 청각기관을 이용하여 구분할 수 있는데. 소리의 특징을 구체적으로 나타내기 위해서는 서로 다른 소리를 구별하기 위한 척도기 필요하다.
바크라는 이름은 하인리히 바크하우젠이라는 사람의 이름에서 유래하는데 하인리히 바크하우젠은 소리의 크리를 측정하는 기법을 최초로 제안하였다.
바크 척도의 측정 범위는 소리의 크기를 1에서 24단계로 구분하고 있은데, 청각의 24 임계 대역에 대응하고있다. 바크 척도에서 사용하는 대역의 경계는 20, 100, 200, 300, 400, 510, 630, 770, 920, 1080, 1270, 1480, 1720, 2000, 2320, 2700, 3150, 3700, 4400, 5300, 6400, 7700, 9500, 12000, 15500 ( Hz )이다.
주파수 f (Hz)를 바크 척도로 변환하려면 다음 식
{\displaystyle {\text{Bark}}=13\arctan(0.00076f)+3.5\arctan((f/7500)^{2})\,}
또는 traunmuller 1990가 제안한 변화식이 있다.
{\displaystyle {\text{Critical band rate  (bark)}}=[(26.81f)/(1960+f)]-0.53\,}